# Viburnum prunifolium
Viburnum prunifolium är en desmeknoppsväxtart som beskrevs av Carl von Linné. Viburnum prunifolium ingår i släktet olvonsläktet, och familjen desmeknoppsväxter. Inga underarter finns listade i Catalogue of Life.

## Bildgalleri

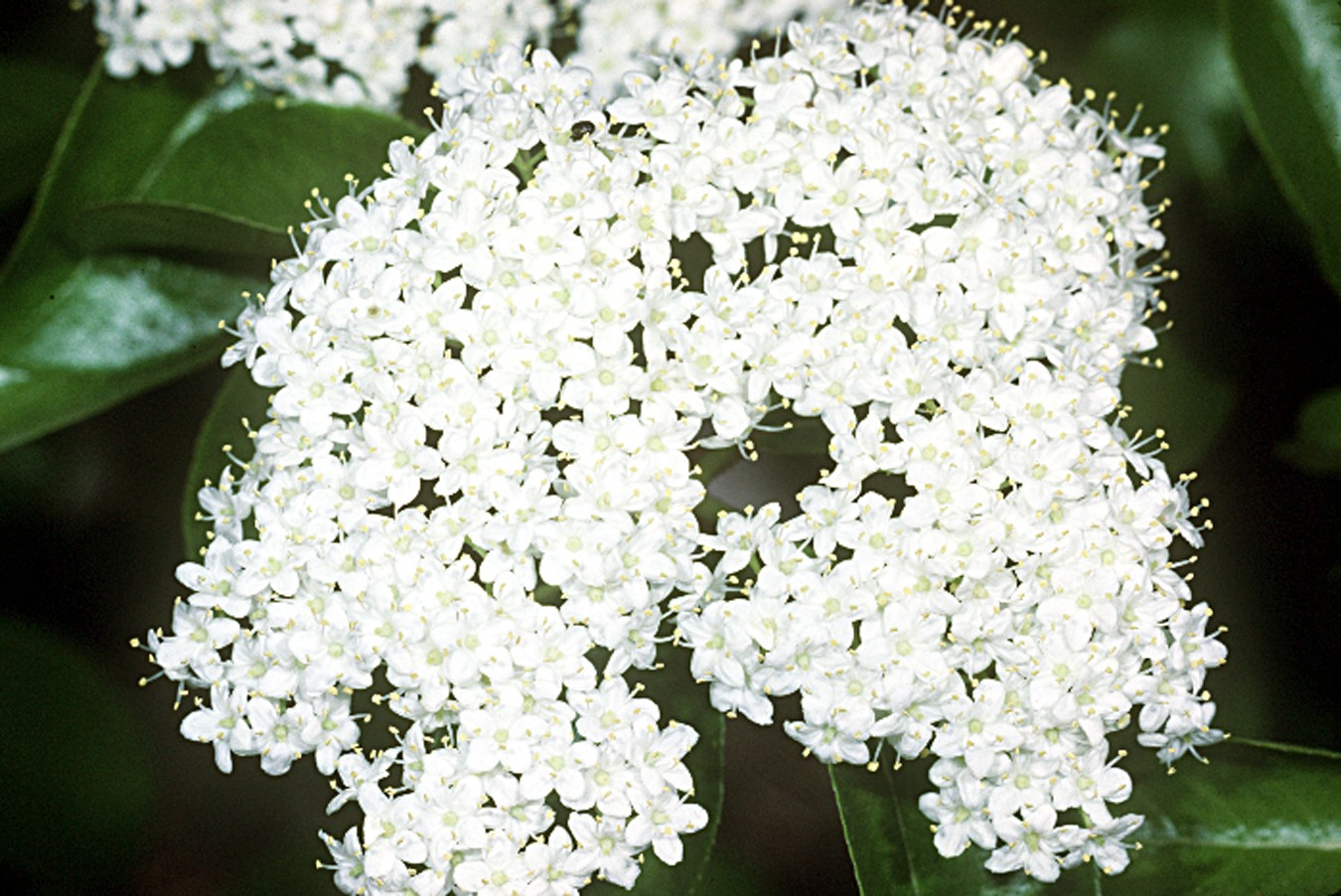